# Quelle est cette odeur agréable ?

Quelle est cette odeur agréable ? est un chant de Noël traditionnel écrit au XVIIe siècle. La chanson française traite de la Nativité chrétienne, et les paroles sont normalement accompagnées par la musique écrite par John Gay en 1728 pour l'Opéra du gueux.